# No Bravery
No Bravery é uma canção composta por James Blunt/Sacha Skarbek do álbum Back to Bedlam.
A canção foi composta na época em que o cantor, antes de entrar para a carreira artística, foi soldado na guerra de Kosovo. De acordo com James, ele a compôs depois de passar quatro ou cinco meses na província do Kosovo. É uma canção bastante triste e fatalista onde revela o que o próprio James presenciou na guerra onde morreram milhares de pessoas. É uma canção que fala exatamente sobre o mal que a guerra traz ao mundo.